# Radio JXL: A Broadcast from the Computer Hell Cabin
Radio JXL: A Broardcast from the Computer Hell Cabin is het derde studioalbum van Junkie XL, uitgebracht in 2003 door Roadrunner Records.
Het album bestaat uit een dubbelalbum met op de eerste disc een aantal samenwerken van andere artiesten, variërend in de muziekstijlen popmuziek en dansmuziek. De tweede disc bestaat voornamelijk uit progressive house. Het album kwam op 7 juni 2003 binnen in de Nederlandse Album Top 100 en stond in totaal 13 weken in de lijst met als hoogste notering plaats 13.

## Nummers
| Nr. | Titel                                | Duur |
| --- | ------------------------------------ | ---- |
| 1   | Intro 3PM                            | 0:51 |
| 2   | Crusher – Saffron                    | 5:30 |
| 3   | Don't Wake Up Policeman – Peter Tosh | 4:53 |
| 4   | Reload – Dave Gahan                  | 4:38 |
| 5   | Spirits – Saffron                    | 4:39 |
| 6   | Angels – Gary Numan                  | 4:19 |
| 7   | Perfect Blue Sky – Robert Smith      | 4:11 |
| 8   | Between These Walls – Anouk          | 4:12 |
| 9   | Access to the Excess – Chuck D       | 3:32 |
| 10  | Catch Up To My Step – Solomon Burke  | 4:13 |
| 11  | Never Alone – Terry Hall             | 3:47 |
| 12  | Logos – Phil Mills                   | 4:29 |
| 13  | Configuring Audio System             | 0:27 |
| 14  | Nightmares – Infusion                | 3:29 |
| 15  | Beauty Never Fades – Saffron         | 3:48 |
| 16  | Rivers – Shelley Harland             | 3:40 |
| 17  | Agua Man – Infusion                  | 3:00 |
| 18  | Broken – Grant Nicholas              | 3:42 |
| 19  | JXL Radio Technical Support          | 1:18 |

| Nr. | Titel                                 | Duur  |
| --- | ------------------------------------- | ----- |
| 1   | Intro 3AM                             | 0:55  |
| 2   | Chilled                               | 2:27  |
| 3   | Dubzilla                              | 5:04  |
| 4   | Casio                                 | 5:20  |
| 5   | Angels – Gary Numan, 12" Cut          | 8:17  |
| 6   | Breezer                               | 7:27  |
| 7   | Nudge                                 | 7:05  |
| 8   | Red                                   | 11:00 |
| 9   | Beauty Never Fades – Saffron, 12" Cut | 12:35 |
| 10  | Cosmic Cure                           | 8:32  |
| 11  | Rehsurc                               | 4:34  |

## Andere versie track-list van het album
In de verenigde staten werd door Koch Records de eerste disc (3PM) van het dubbelalbum als 17 tracks variatie uitgebracht. Het grootste verschil met de originele editie is dat het nummer "A Little Less Conversation" van Elvis Presley hiermee wel in de track-list is meegenomen.
Het totale overzicht van deze editie track-list.
| CD 1 – 3PM 1. Intro 3PM 2. Tennis 3. Crusher – Saffron 4. Don't Wake Up Policeman – Peter Tosh 5. Reload – Dave Gaham 6. Spirits – Saffron 7. Angels – Gary Numan 8. Perfect Blue Sky – Robert Smith 9. Between These Walls – Anouk 10. Access To The Excess – Chuck D 11. Catch Up To My Step – Solomon Burke 12. Never Alone – Terry Hall 13. Configuring Audio System 14. A Little Less Conversation – Elvis Presley 15. Beauty Never Fades – Saffron 16. Broken – Grant Nicholas 17. JXL Radio Technical Support | CD 2 – 3AM 1. Intro 3AM 2. Chilled 3. Dudzilla 4. Casio 5. Angels – Gary Numan, 12" Cut 6. Breezer 7. Nudge 8. Red 9. Beauty Never Fades – Saffron, 12" Cut 10. Cosmic Cure 11. Rehsurc |